# Garnisonkirche

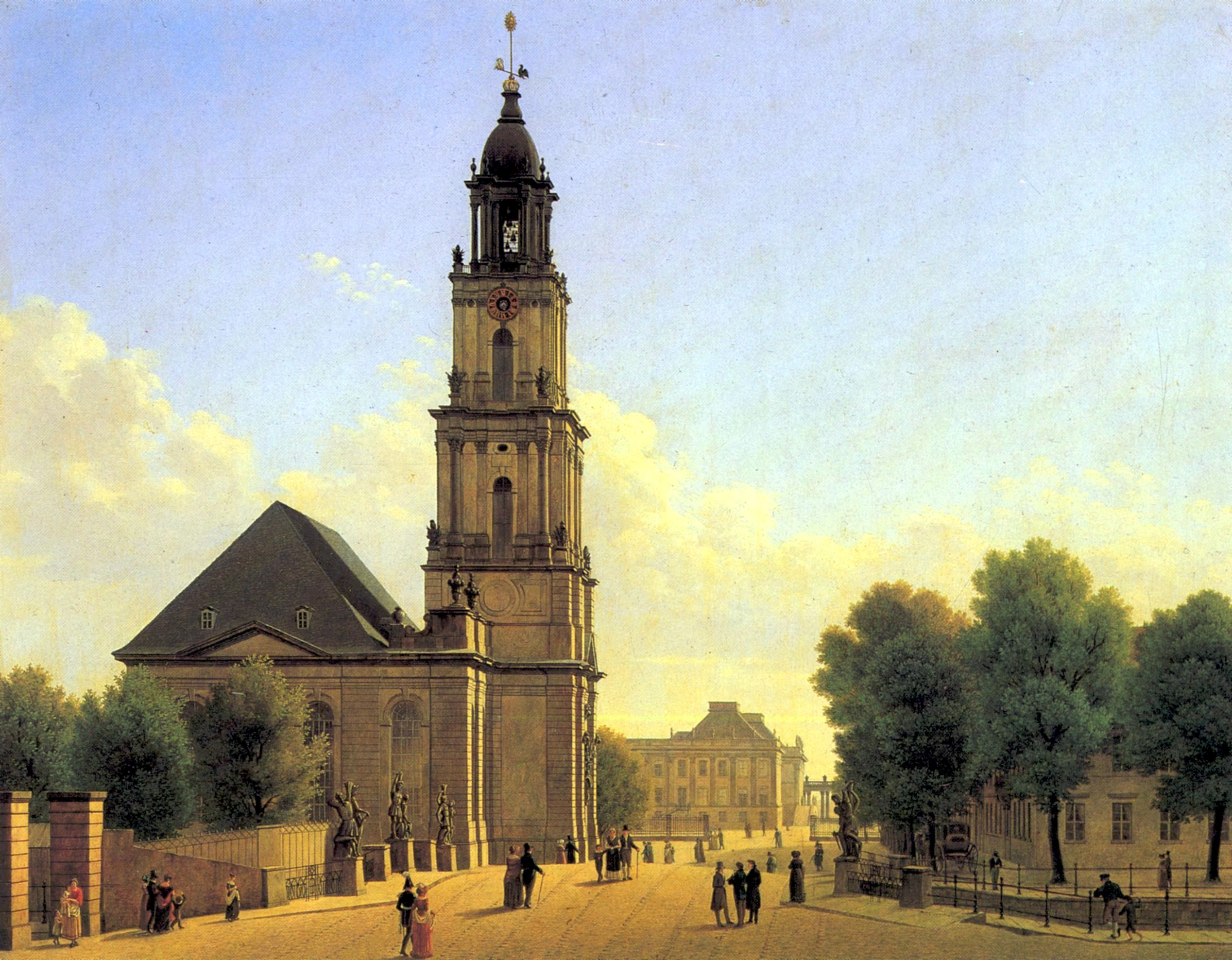
Die Potsdamer Garnisonkirche auf einem Gemälde aus dem Jahr 1827

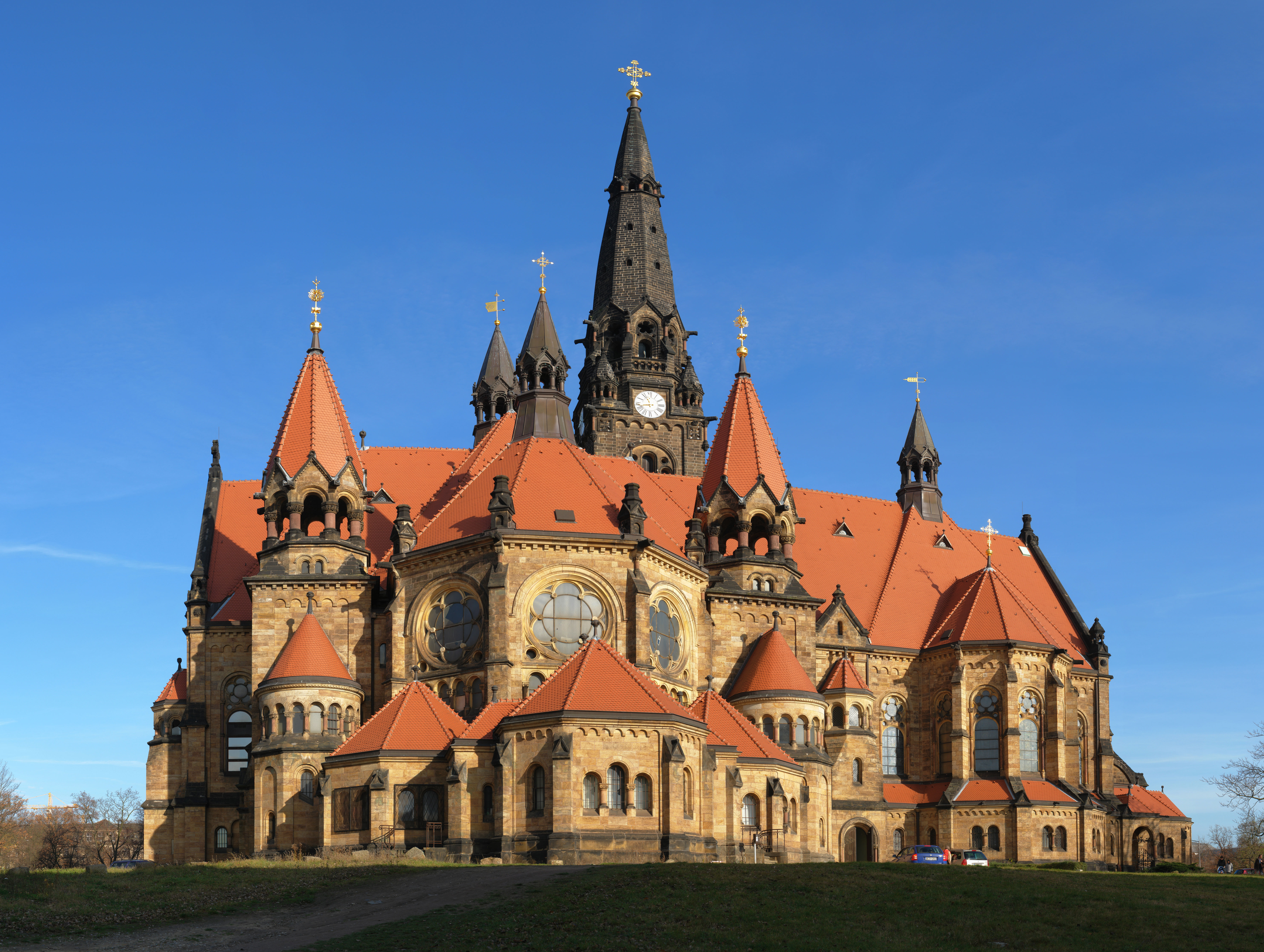
Garnisonkirche St. Martin in Dresden

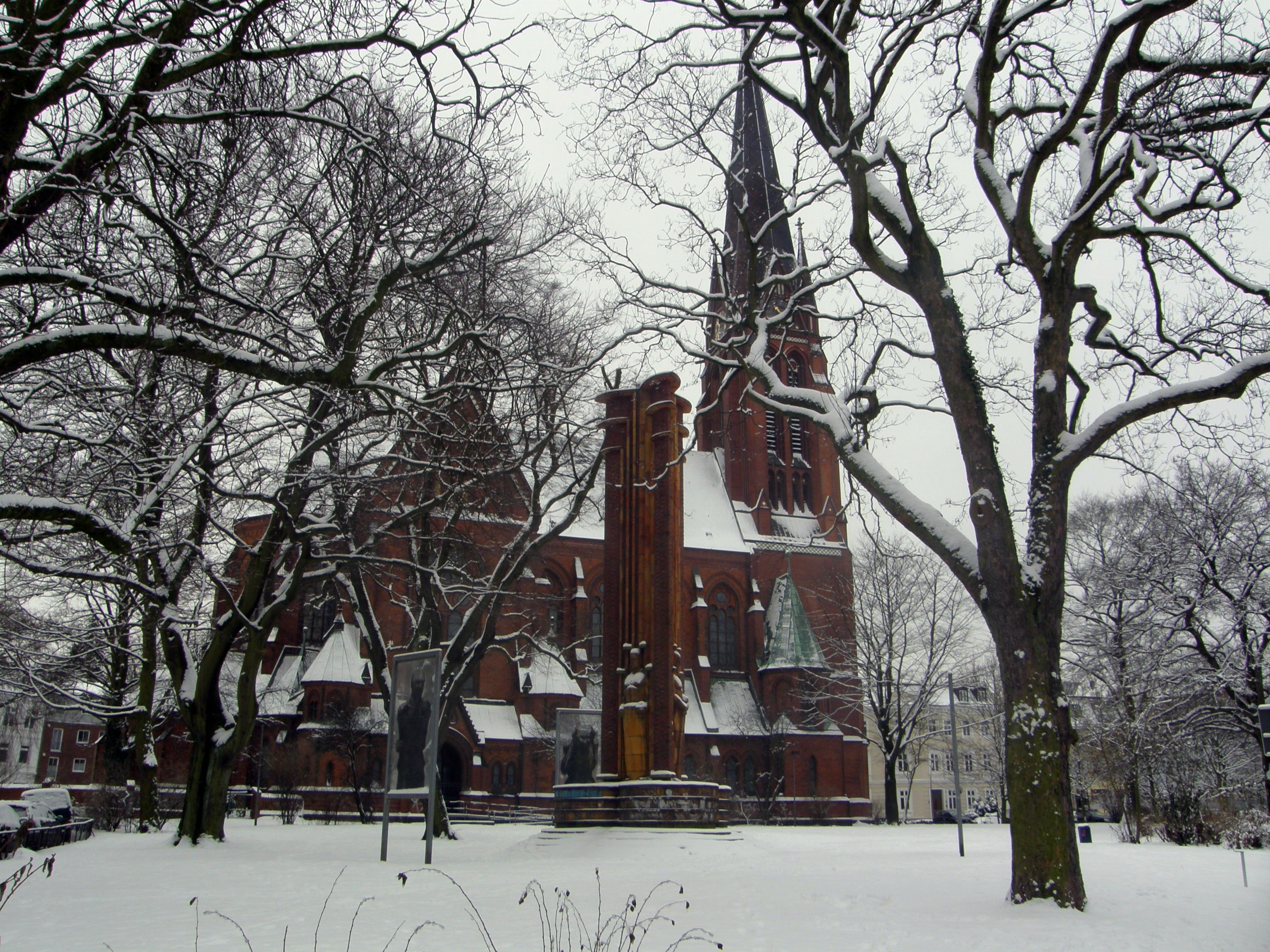
St.-Johannis-Kirche in Altona, diente früher als Garnisonskirche des Infanterie-Regiments „Graf Bose“ (1. Thüringisches) Nr. 31

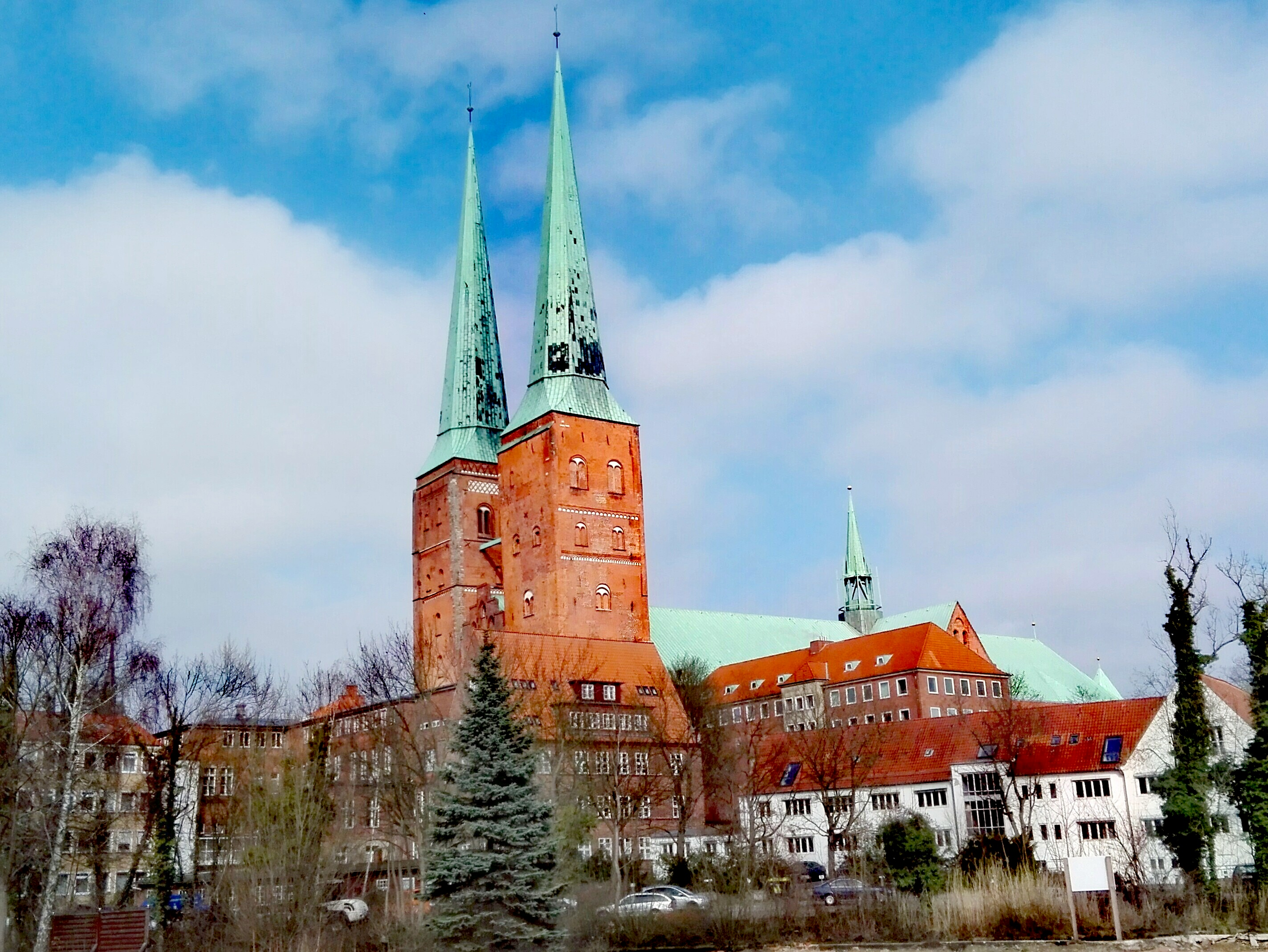
Der Lübecker Dom, Garnisonskirche der 162er

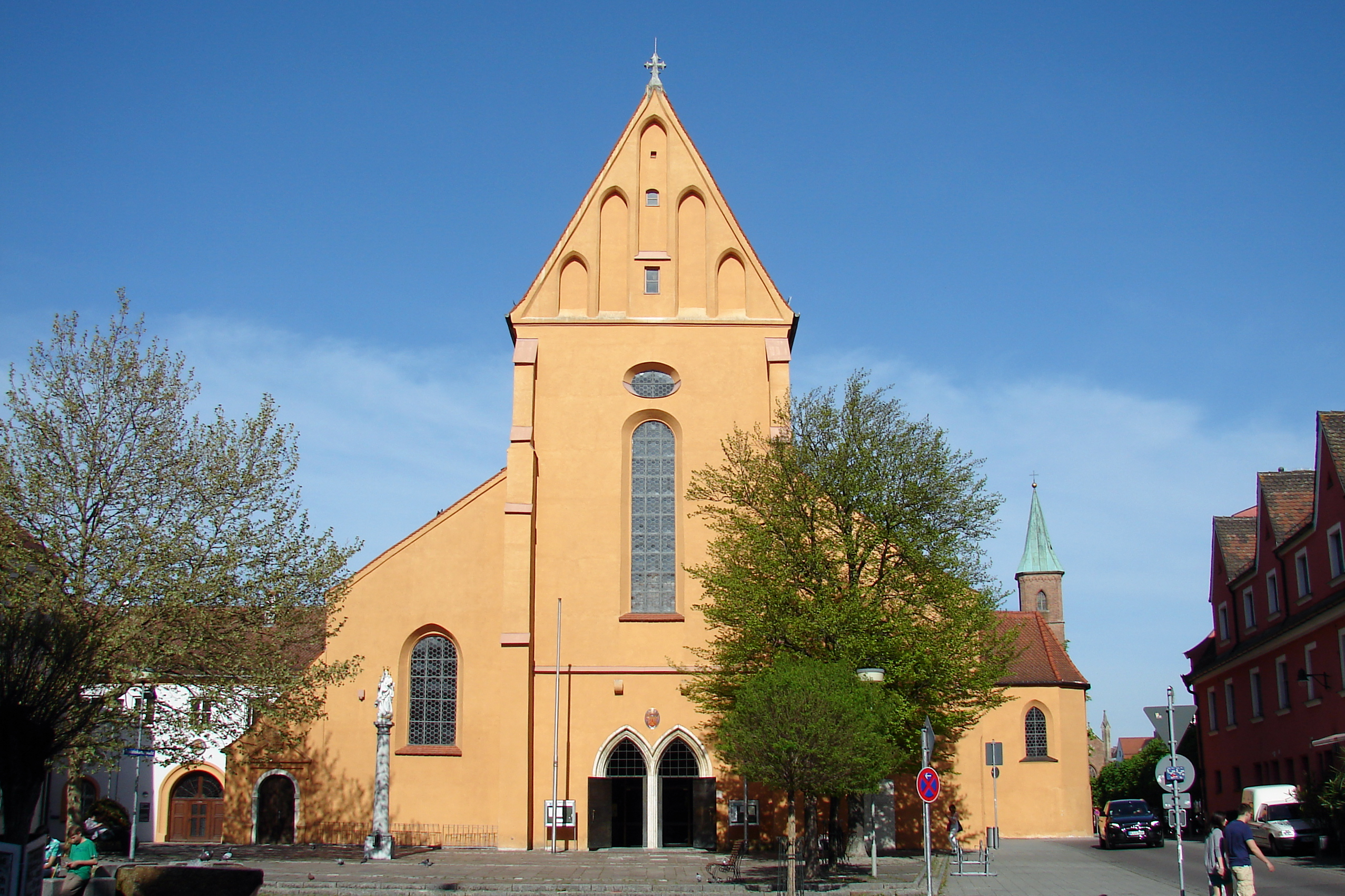
Franziskanerkirche in Ingolstadt, Garnisonkirche von 1837 bis 1945

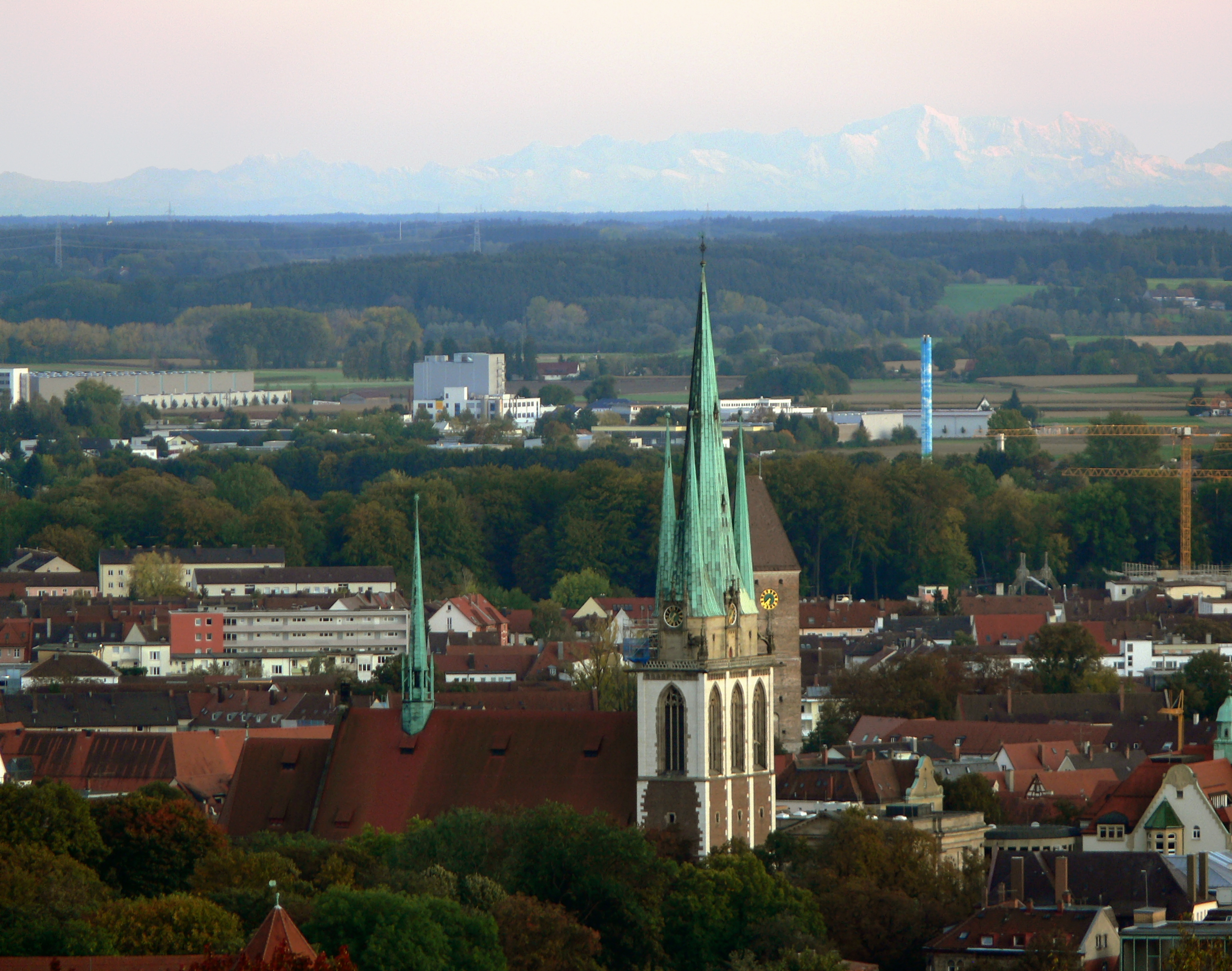
St.-Georgs-Kirche in Ulm, Garnisonkirche von 1904 bis 1920

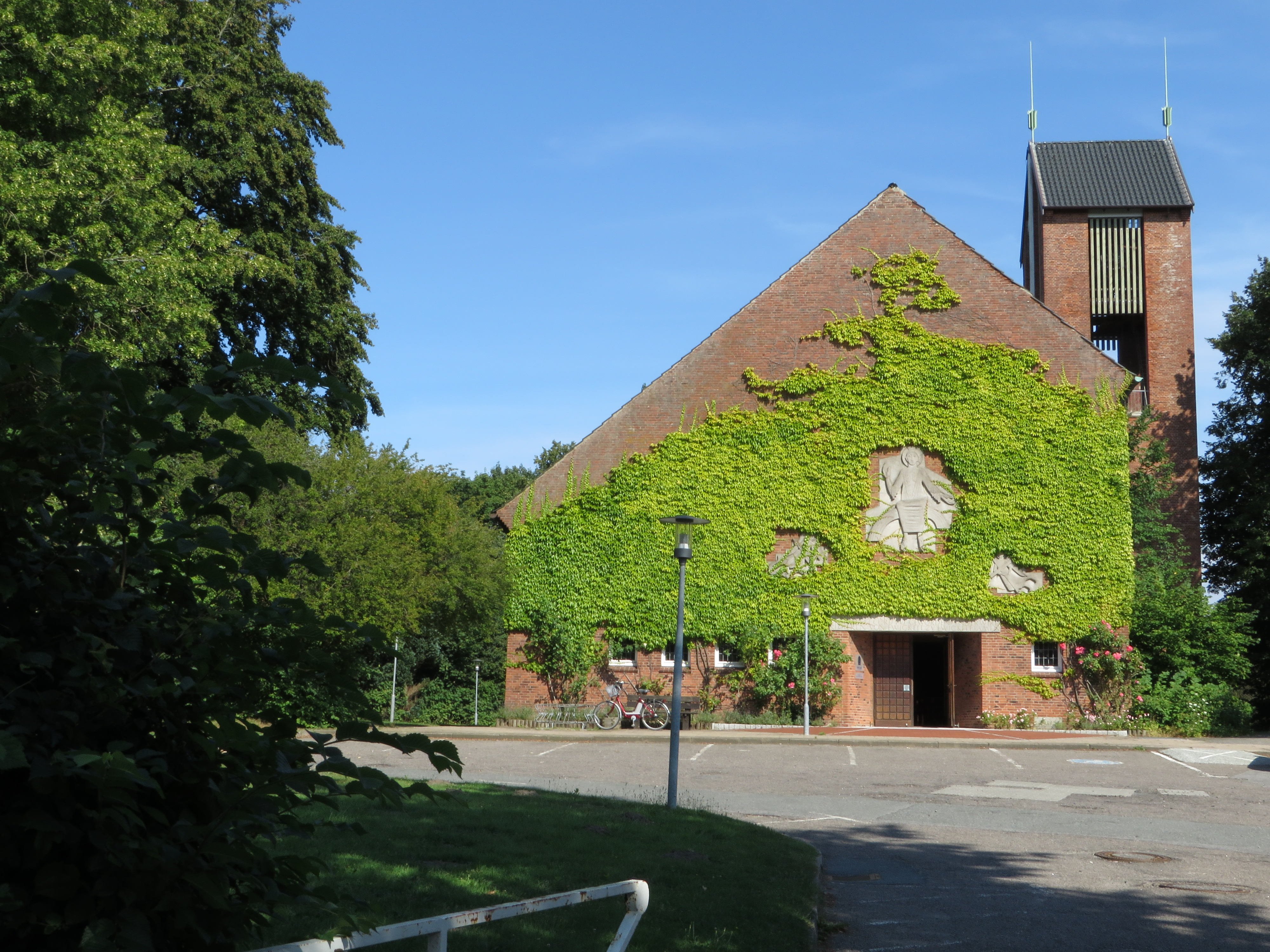
Christuskirche beim Stützpunkt Flensburg-Mürwik (1958 errichtet)

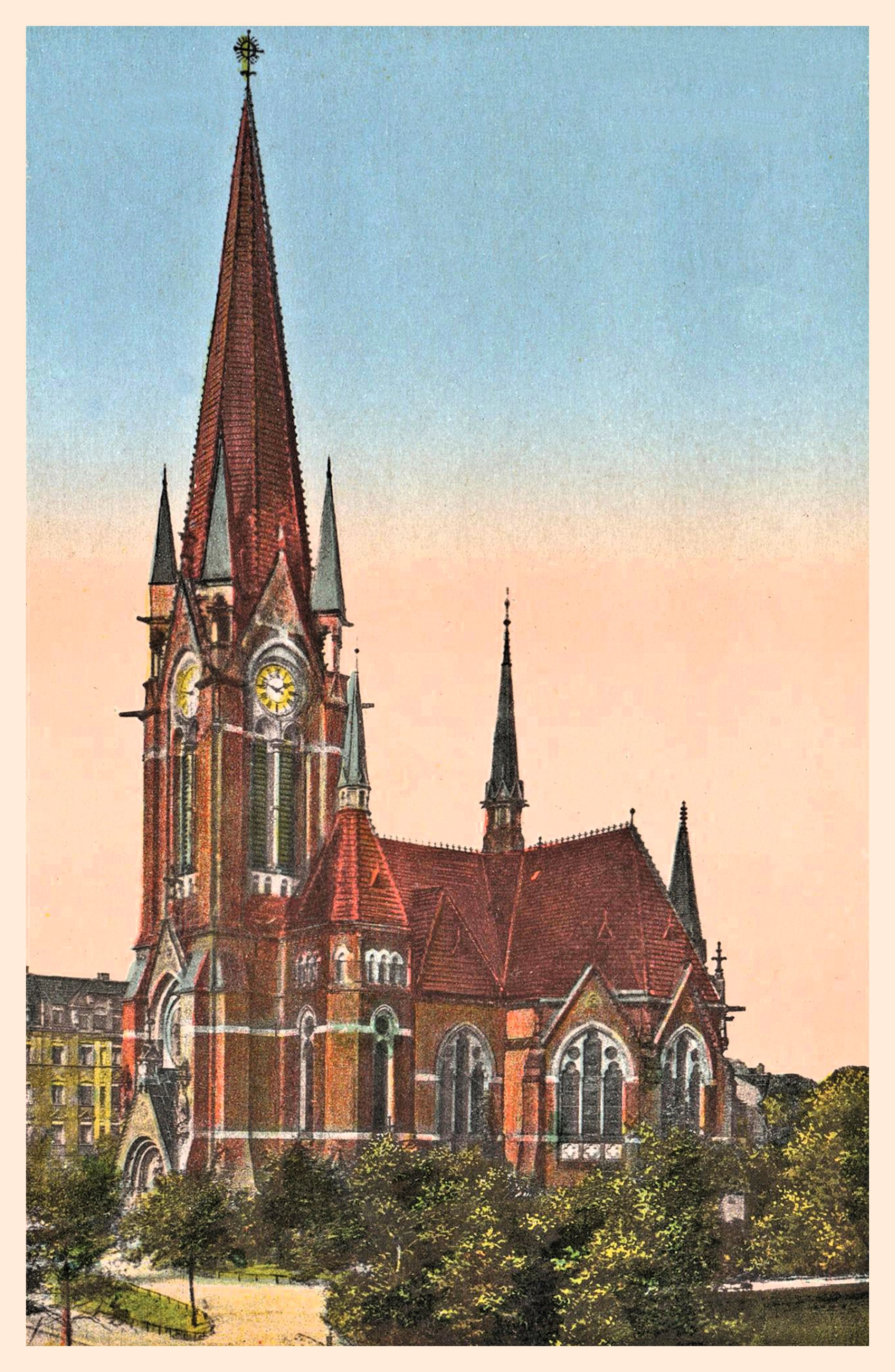
Pauluskirche in Plauen (Vogtland), Garnisonskirche von 1903 bis 1918

Als Garnisonkirche wird ein Kirchengebäude bezeichnet, das für das am Ort stationierte Militär (Garnison) errichtet oder mindestens zeitweise von diesem genutzt wurde. Sie wird zuweilen auch Garnisonskirche geschrieben oder als Militär- oder Standortkirche bezeichnet.
Seit dem 18. Jahrhundert wurden in Garnisonsstädten eigene Kirchen für das dort stationierte Militär gebaut oder schon vorhandene Kirchen als solche genutzt. Die Kirchen waren oft Eigentum des Staates.
Nach dem Zweiten Weltkrieg wurden die Garnisonkirchen, soweit sie den Bombenkrieg überstanden hatten, durch örtliche Kirchengemeinden weitergenutzt.

## Militärpfarren
Abgeleitet aus der Tradition der Landsknechte, deren Fähnlein eigene politische Gemeinden waren, bildeten die Angehörigen eines Regiments ab dem 18. Jahrhundert eigene Kirchengemeinden, deren Kirchenbücher von den Feldpredigern geführt wurden. Mit der Vergrößerung der Heere ab dem 19. Jahrhundert waren die Militärgeistlichen für größere Verbände oder einzelne Garnisonen zuständig. Sie war von der jeweiligen Zivilpfarrei unabhängig. Sie wurde durch einen Garnisonspfarrer geleitet. Dieser wurde in Württemberg durch den König ernannt und durch den Bischof eingesetzt. Der Pfarre war auch ein Garnisonsküster zugeteilt. Von kirchlicher Seite wurde sie als Personalpfarrei betrachtet.
Für das württembergische Ehren-Invaliden-Corps wurde sogar ein eigener Friedhof angelegt.
In der Bundeswehr und in Österreich bestehen eigene Militärpfarren, häufig standortbezogen für die Soldaten am jeweiligen Ort und ihre Familien. Dabei werden in vielen Fällen die Pfarrkirchen der örtlichen Kirchengemeinde mitgenutzt.

## Beispiele

### Deutschland
- St. Johannis (Altona), ehemalige Garnisonkirche
- Garnisonskirche (Anklam), ehemalige Garnisonskirche
- Maria, Königin des Friedens (Augustdorf)
- Garnisonkirche (Berlin), ehemalige Garnisonkirche, die heute nicht mehr existiert
- Johannes-Basilika, ehemalige katholische Garnisonkirche in Berlin
- Neue evangelische Garnisonkirche am Südstern in Berlin
- St. Marien am Behnitz, zeitweise katholische Garnisonkirche in Spandau bei Berlin
- Sankt-Michael-Kirche (Berlin), ehemalige katholische Garnisonkirche
- Matthäuskirche (Braunschweig), ehemalige Garnisonkirche
- Liebfrauenkirche (Bremen), ehemalige Garnisonkirche
- Garnisonskirche in Celle am Französischen Garten, (unter Denkmalschutz)[3]
- Garnisonkirche St. Martin in Dresden
- Garnisonskirche Düsseldorf, diente die längste Zeit als Garnisonkirche, existiert heute nicht mehr
- Christuskirche in Flensburg-Mürwik beim Stützpunkt Flensburg-Mürwik
- St.-Michael-Kirche (Flensburg-Weiche), ehemalige Garnisonkirche
- Severikirche (Fulda), war von 1722 bis 1882 katholische Garnisonkirche
- Alte Garnisonkirche (Hannover), in der Altstadt (nicht erhalten)
- Garnisonkirche am Goetheplatz in Hannover, in der Calenberger Neustadt (1960 abgerissen)
- Franziskanerkirche (Ingolstadt), diente von 1837 bis 1945 als Garnisonkirche
- St. Barbara, Idar-Oberstein
- Garnisonkirche (Kassel), ehemalige Garnisonkirche
- Pauluskirche (Kiel), ehemalige Garnisonkirche
- Petruskirche (Kiel)
- St. Heinrich (Kiel), katholische Garnisonkirche
- Kreuzerhöhungskirche (Königsbrück), ehemalige Garnisonskirche
- Garnisonskirche St. Georg der Festung Königstein in Königstein (Sächsische Schweiz)
- Versöhnungskirche (Lechfeld), erste evangelische Garnisonskirche in Bayern, 1966 eingeweiht[4]
- St.-Jürgen-Kirche in List (Sylt), ehemalige Garnisonkirche
- Friedenskirche (Ludwigsburg), ehemalige Garnisonkirche
- Lübecker Dom, diente zeitweise als Garnisonkirche
- Garnisonskirche (Mannheim), ehemalige Garnisonkirche
- St. Barbara (München), zeitweise Garnisonkirche
- Netzaberg-Chapel (2014–2017), Kirchenzentrum der größten US-Garnison außerhalb der USA
- St. Johann Baptist (Neu-Ulm), ehemalige Garnisonkirche
- Garnisonkirche Oldenburg, ehemalige Garnisonkirche (1903 bis 1987)
- Lutherkirche (Pirmasens), ehemalige Garnisonkirche
- Garnisonkirche (Potsdam) (zerstört, Wiederaufbau seit 2017)
- St. Peter und Paul (Potsdam), ehemalige katholische Garnisonkirche
- Pauluskirche (Plauen)
- Christkirche (Rendsburg)
- Garnisonkirche (Spandau), ehemalige evangelische Garnisonkirche (1890 bis 1945)
- St. Konrad (Speyer)
- Garnisonkirche in Thorn (heute Toruń, Polen), 1894 bis 1897 erbaute evangelische Kirche für bis zu 1800 Personen
- St. Georg (Ulm), ehemalige Garnisonkirche
- Pauluskirche (Ulm)
- Hospitalkirche (Wetzlar), diente zeitweise als Garnisonkirche
- Marktkirche (Wiesbaden), diente zeitweise als Garnisonkirche
- Christus- und Garnisonkirche (Wilhelmshaven)
- Kirche des Schottenklosters Würzburg, diente zeitweise als Garnisonkirche

### Dänemark
- Garnisons Kirke, Kopenhagen
- Holmens Kirke, Kopenhagen

### Frankreich
- Evangelische Kirche Hagenau, ehemalige Garnisonkirche
- Garnisonskirche Metz, ehemalige Garnisonkirche
- Paulskirche (Straßburg), ehemalige Garnisonkirche

### Österreich
- Barmherzigenkirche (Graz), 1838–1938 und wiederum ab 21. September 1966 Garnisonkirche[5]
- Schwarzspanierkirche in Wien, ehemalige Kirche, die zeitweise als (1861–1918: evangelische) Garnisonkirche diente und im Volksmund durchweg Garnisonskirche genannt wurde
- Stiftskirche (Wien), seit 1921 römisch-katholische Garnisonkirche von Wien
- Votivkirche (Wien), zwischen 1862 und 1918 Garnisonkirche

### Polen
- Agneskirche in Krakau
- Garnisonkirche in Olsztyn
- Herz-Jesu-Kirche (Stettin), bis 1945 deutsche evangelische Garnisonkirche, heute polnische katholische Pfarrkirche
- St.-Adalbert-Garnisonkirche, bis 1945 deutsche evangelische Bugenhagenkirche, heute polnische katholische Garnisonkirche

### Rumänien
- Militärkapelle an der Piața 700, Timișoara